# Talanites fervidus
Espèce
Talanites fervidus est une espèce d'araignées aranéomorphes de la famille des Gnaphosidae.

## Distribution
Cette espèce se rencontre en Égypte et en Israël.

## Description
Le mâle décrit par Platnick et Ovtsharenko en 1991 mesure 4,09 mm

## Publication originale
- Simon, 1893 : Histoire naturelle des araignées. Paris, vol. 1, p. 257-488 (texte intégral).